# 安德烈·安德烈琴科
安德烈·瓦列里耶维奇·安德烈琴科（羅馬化：Andrey Valer'yevich Andreychenko；1984年3月29日—）是俄罗斯政治人物，第七届国家杜马议员。
2006年，安德烈琴科毕业于新西伯利亚国立大学人文学院。随后，他搬到了滨海边疆区，并在远东国立大学和远东国立技术大学任教。2012年至2017年，他担任第五届和第六届符拉迪沃斯托克市杜马议员。2017年，因同党的国家杜马议员瓦西里·塔拉修克去世，他接替空缺的职位成为地区国家杜马议员。